# Lothar Vogt
Lothar Vogt (ur. 17 stycznia 1952 w Görlitz) – niemiecki szachista, arcymistrz od 1976 roku.

## Kariera szachowa
W roku 1968 zdobył tytuł mistrza Niemieckiej Republiki Demokratycznej juniorów. W latach 70. i 80. należał do ścisłej czołówki szachistów NRD, zdobywając dwa złote medale (Suhl 1977 i Frankfurt nad Odrą 1979) w mistrzostwach kraju. Wystąpił w wielu międzynarodowych turniejach, sukcesy odnosząc m.in. w Warszawie (1969, I miejsce), Zinnowitz (1970, I-II), Starym Smokovcu (1972, I-II i 1979, I-II), Lipsku (1974, I-II), Kecskemet (1977, I), Nałęczowie (1979, I-III), Polanicy-Zdroju (1982, I-II, memoriał Akiby Rubinsteina) oraz w Valby (1991, I-IV). W roku 2002 zwyciężył w otwartym turnieju w Leukerbad, natomiast w 2006 zajął I miejsce (przed Andriejem Sokołowem) w Lenk.
Dwukrotnie wystąpił na szachowych olimpiadach, w latach 1972 i 1988. Był również uczestnikiem drużynowych mistrzostw Europy (Kapfenberg 1970) zdobywając wspólnie z drużyną brązowy medal.